# KLIA Ekspres

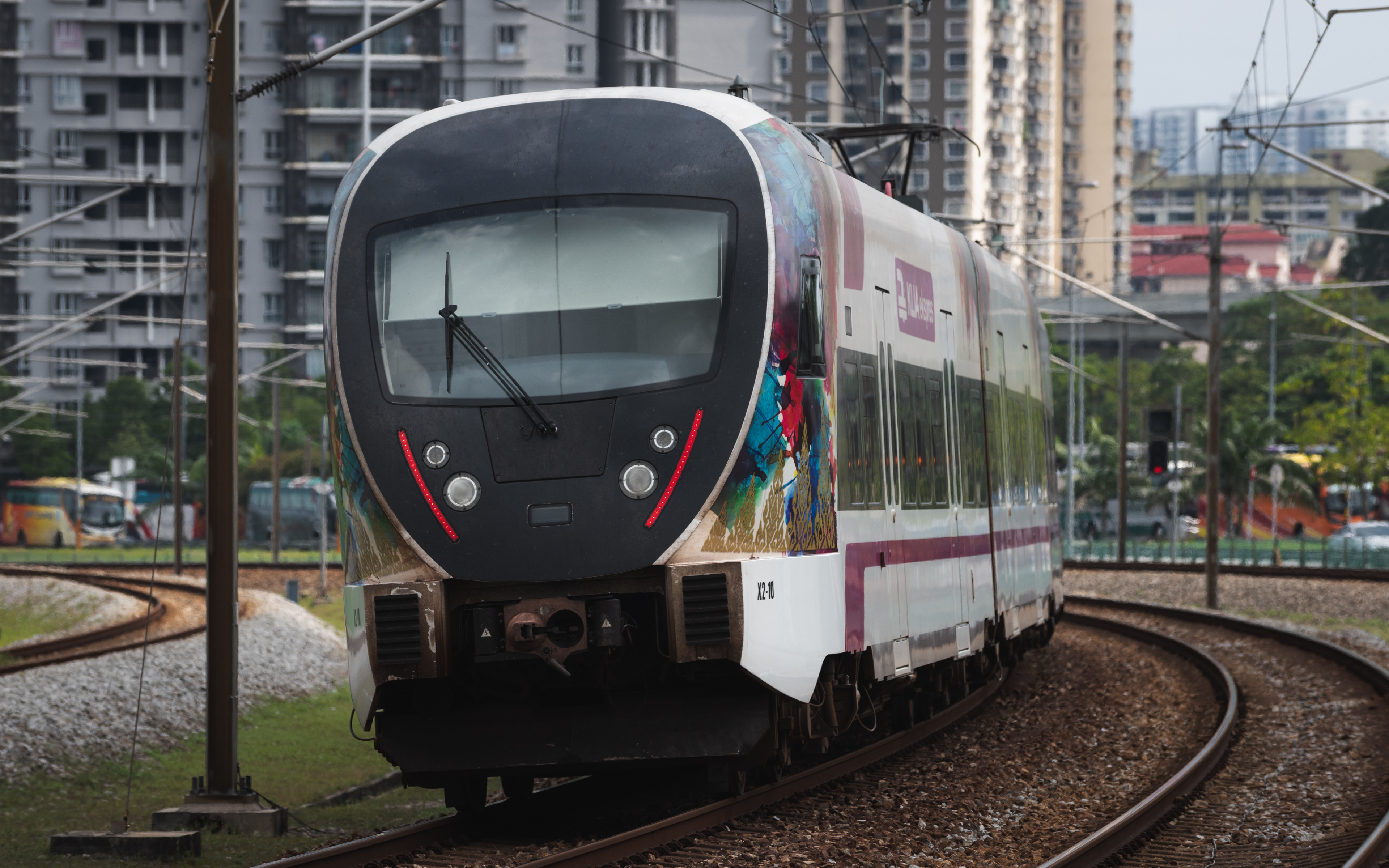
Triebzug von CRRC Changchun

Der KLIA Ekspres verbindet den Kuala Lumpur International Airport (KLIA) mit dem Hauptbahnhof der malayischen Hauptstadt Kuala Lumpur. Die Linie ist Teil des Schnellbahnverkehrs von Kuala Lumpur.

## Planungsgeschichte
Bereits 1995 schrieb die Malaysische Regierung die Privatisierung der Gleisverbindung von Kuala Lumpur Sentral (KLS) in Brickfields bis Kuala Lumpur International Airport (KLIA) in Sepang aus. Die Partnerschaft aus Tabung Haji Technologies (THT) und YTL Corporation Bhd (YTL), aus der das Konzessionsunternehmen Express Rail Link Sdn. Bhd. (ERLSB) hervorging, erhielt im November 1995 das Projekt von der Regierung Malaysias. Am 25. August 1997 wurde eine Konzessionsvereinbarung  für die Planung, die Finanzierung, den Bau, die Leitung, den Betrieb und die Instandhaltung der Verbindungsstrecke unterzeichnet. Das Konzessionsunternehmen vergab den Auftrag dann an das SYZ Consortium.
Der KLIA Ekspres wurde schließlich im August 1999 an das deutsch-malaysische Konsortium SYZ Consortium unter der Führung von Siemens Transportation Systems in Auftrag gegeben. Konsortialpartner war Syarikat Pembenaan Yeoh Tiong Lay Sdn. Bhd. (SPYTL). Zwischen September 2001 und Mai 2002 wurden zwölf Triebfahrzeuge ausgeliefert.
2002 ging die Eisenbahnlinie in Betrieb. Der KLIA Ekspres war die erste Regelspurstrecke in Malaysia, die weder das vorhandene Streckennetz verwendet noch die von den Briten in den Kolonien verbaute Meterspur.

## Betrieb
Die 57 Kilometer lange Fahrt dauert exakt 28 Minuten respektive 33 Minuten auf der verlängerten Strecke. Die Züge verkehren im 15- beziehungsweise 20-Minuten-Takt.
Der KLIA Ekspres fährt vom Flughafen ohne Zwischenhalt zum Hauptbahnhof Kuala Lumpur Sentral.
Vier der Züge werden als Regionalzüge Klia Transit eingesetzt mit zusätzlichen drei Zwischenstopps zwischen dem Flughafen und der Innenstadt. Die Zwischenhalte sind in Bandar Tasik Selatan, Putrajaya und Salak Tinggi.
2014 wurde eine Verlängerung der Strecke eingeweiht. Die Züge bedienen seither noch die Haltestelle im neuen Terminal klia2. Dieses Teilstück ist etwas mehr als zwei Kilometer lang, die Fahrzeit zwischen den Terminals beträgt drei Minuten.

## Fahrzeuge
Zur Eröffnung wurden an die örtlichen Bedingungen angepasste Elektrotriebzüge des Typs „ET 425 M“ von Siemens auf Basis der Baureihe 425 beschafft. Es sind zwölf niederflurige vierteilige Triebwagen mit einer Höchstgeschwindigkeit von 160 km/h. Die Fahrzeuge in Aluminiumbauweise sind vollklimatisiert, besitzen Toiletten, Gepäckabteil und ein Fahrgastinformationssystem. Sie nutzen ein ursprünglich für Schweizer Schmalspurbahnen entwickeltes Zugbeeinflussungssystem namens ZSL-90.
Ab 2016 wurde ein zweiter Fahrzeugtyp in Betrieb genommen. Acht ebenfalls vierteilige Züge wurden von CRRC Changchun geliefert.